# Grande Mauve
Malva sylvestris
Espèce
Classification phylogénétique
La Grande Mauve, appelée aussi Mauve sylvestre ou Mauve des bois, (Malva sylvestris) est une plante herbacée bisannuelle médicinale de la famille des Malvacées.

## Description

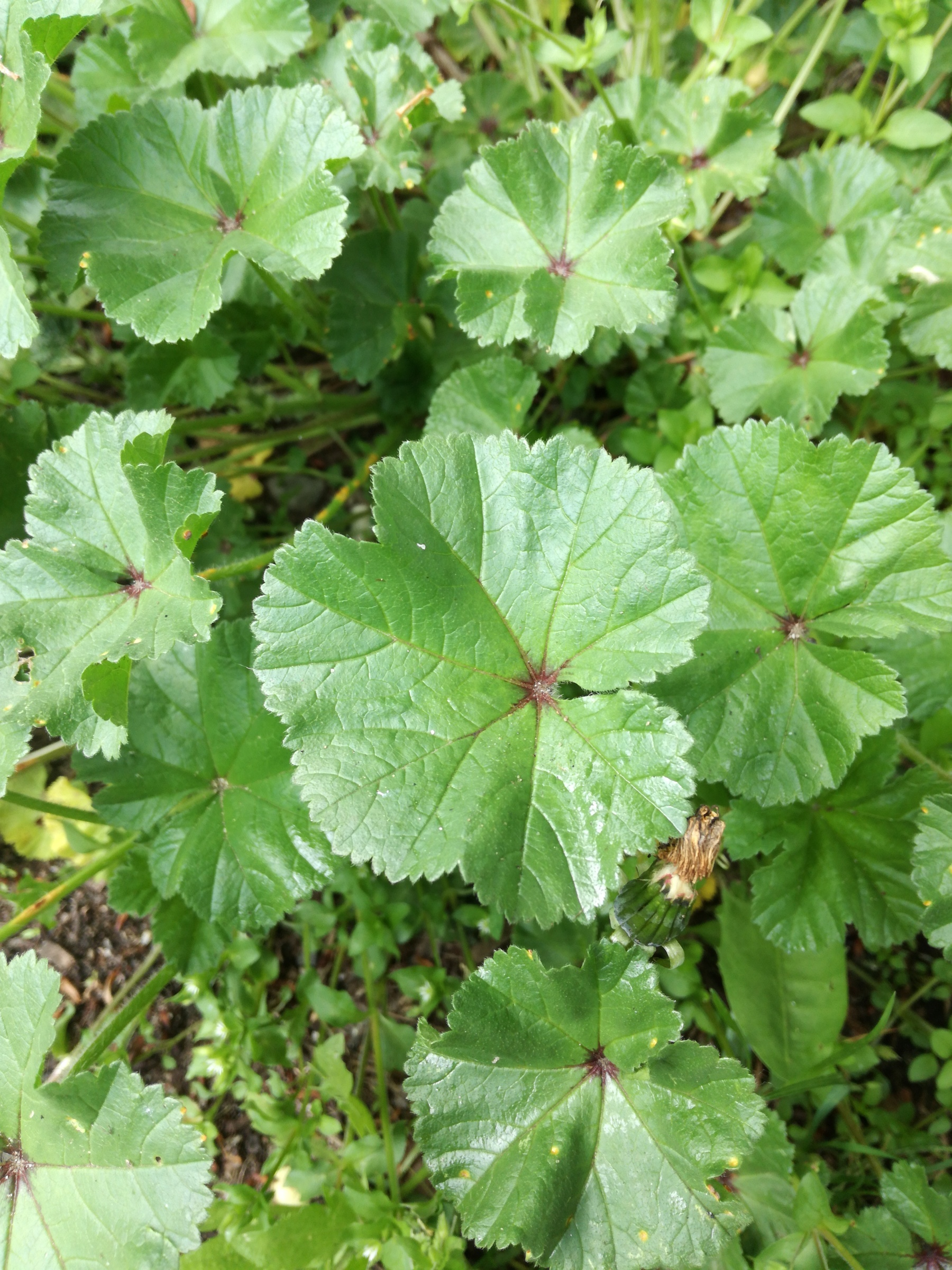
Limbe à nervation palmée, orbiculaire, souvent avec une tache rougeâtre au centre.

### Appareil végétatif
C'est une plante poilue vivace qui se comporte en bisannuelle dans les régions tempérées. Haute de 30 à 120 cm. La racine principale développée est de couleur blanche. Ses tiges dressées sont parfois brièvement couchées à la base puis redressées, rameuses, souvent étalées. Les feuilles alternes sont munies d'un pétiole généralement plus long que le limbe : les inférieures sont suborbiculaires, les supérieures sont profondément divisées en 5 lobes souvent un peu aigus, d'un beau vert foncé, fréquemment colorées de pourpre à la base. Toutes les feuilles sont crénelées, un peu comme celles du lierre.

### Appareil reproducteur

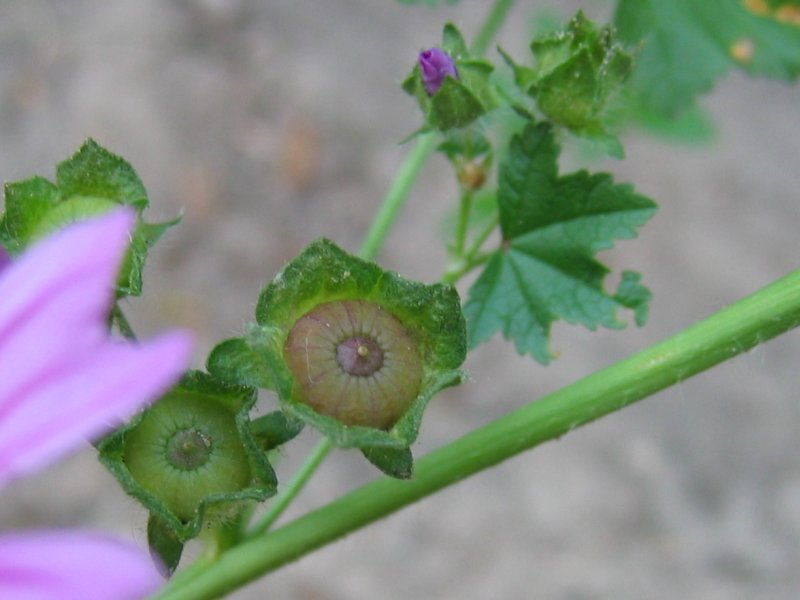
Fruit appelé fromageon.

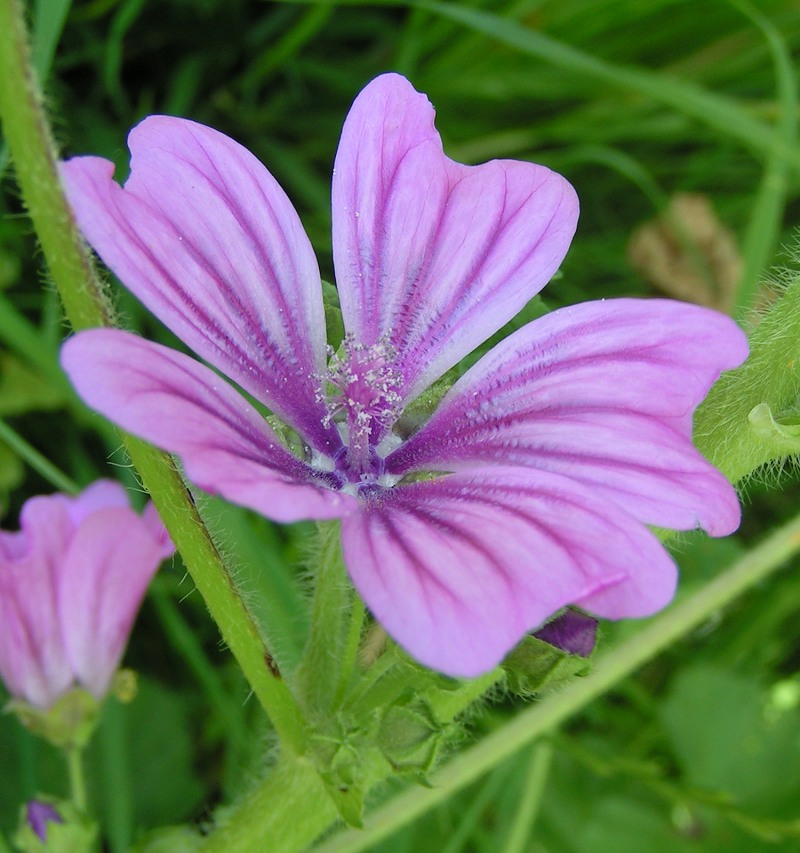
Fleur.

L'inflorescence est de type racème de cymes unipares hélicoïdes, les fleurs étant groupées à l'aisselle des feuilles et à l'extrémité des rameaux. Les grandes fleurs (2-3 cm ou plus de diamètre) hermaphrodites sont munies d'un calicule à 3 folioles, libres entre elles. Le calice est composé de 5 sépales, la corolle de 5 pétales rose-pourpre décorés de 3 stries ramifiées plus foncées, en forme de cœur, échancrés au sommet, séparés jusqu'à leur base, beaucoup plus long que les sépales. Les étamines ont leurs filets soudés entre eux sur toute leur longueur, mais laissent les anthères libres au sommet, formant un tube staminal caractéristique de la famille des Malvacées, appelé colonne.
La pollinisation est de type entomogame, autogame. La période de floraison va de mai à septembre. Les fruits sont des akènes rassemblés en schizocarpe (formés de nombreux carpelles accolés, entourés par les sépales) dont la forme en petite meule de fromage explique leur nom populaire de fromage ou fromageon. Elles sont disséminées par gravité (barochorie).

## Habitat et répartition
Elle habite typiquement les friches vivaces xérophiles d'Europe. On la trouve le long des clôtures et des chemins, sur les vieux murs et les remblais ; sa présence est indicatrice de la proximité d'une habitation présente ou passée.

## Synonymes
- Althaea mauritiana (L.) Alef., 1862
- Malva acutiloba Martrin-Donos, 1864
- Malva elata Salisb., 1796
- Malva equina Wallr., 1840
- Malva erecta C. Presl, 1822
- Malva erecta Gilib., 1782
- Malva glabra Desr., 1792
- Malva longelobata Sennen, 1927
- Malva longepedunculata Sennen, 1927
- Malva mauritiana L., 1753
- Malva obtusa Moench, 1794
- Malva polymorpha Guss., 1844
- Malva racemosa C. Presl, 1822
- Malva recta Opiz, 1823
- Malva ruderalis Salisb., 1796
- Malva sinensis Cav., 1786
- Malva sylvestris proles martrinii Rouy, 1897
- Malva sylvestris subsp. erecta (C. Presl) Nyman, 1878
- Malva sylvestris subsp. mauritiana (L.) Boiss. ex Cout., 1913
- Malva sylvestris var. mauritiana (L.) Boiss., 1867
- Malva sylvestris var. polymorpha (Guss.) Parl., 1873
- Malva tomentella C. Presl, 1826
- Malva vulgaris Gray, 1821
- Malva vulgaris Ten., 1815[7]

## Propriétés et usages
Cette mauve était appelée autrefois, en latin, Omnimorbia soit toutes les maladies, en raison de ses propriétés adoucissantes pour les voies respiratoires utiles pour le traitement de nombre de symptômes. La substance active recherchée dans cette plante est le mucilage à l'effet émollient qui rend la plante anti-inflammatoire (elle épaissit les peaux sensibles ou irritées, ainsi que les muqueuses).
Elle soulage les gonflements des mains ou des pieds subséquents à des fractures, et les phlébites. 

Elle peut aider à combattre les maladies respiratoires en apaisant toux, maux et inflammations de gorge, aphtes, bronchites, enrouements et laryngites. Maria Treben la recommande également contre l'engorgement des poumons, le catarrhe bronchial, l'emphysème pulmonaire et les maladies malignes du larynx. 

Elle peut aussi aider pour les inflammations des muqueuses utérines, de la vessie, du pylore, les gastrites, les ulcères gastro-intestinaux, les inflammations externes telles qu'ulcérations ou abcès, et les blessures.
Toute la plante est comestible. Elle est considérée comme un véritable légume qui a été cultivé et consommé depuis les temps préhistoriques. « Arabes, chinois, européens l'ont mangée crue en salade, cuite en soupe, en farce ou en ragoût. Elle est riche en sels minéraux, vitamines A, B1, B2 et C, en protéines complètes, en fer et en calcium. »

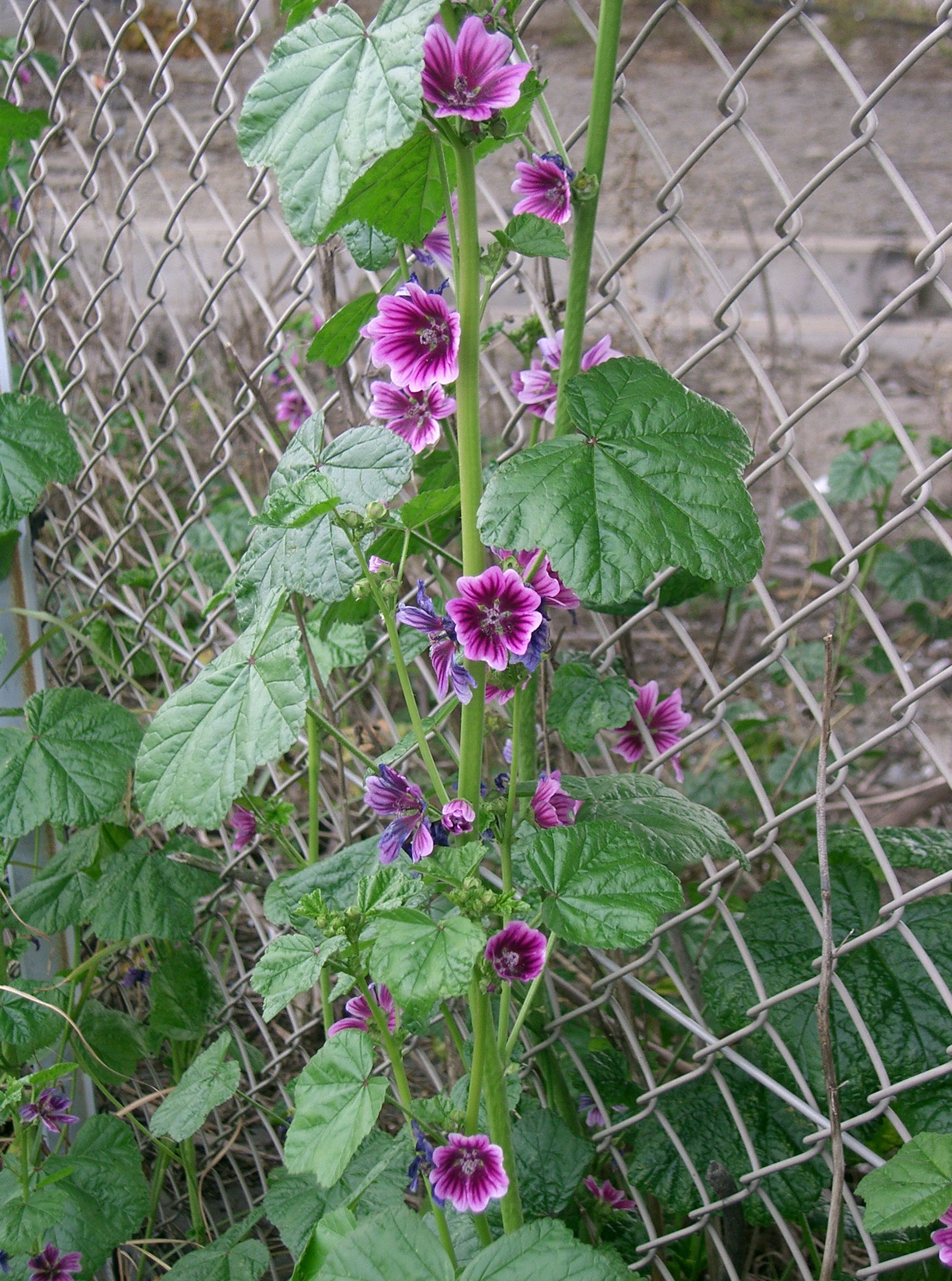
Plant de variété cultivée
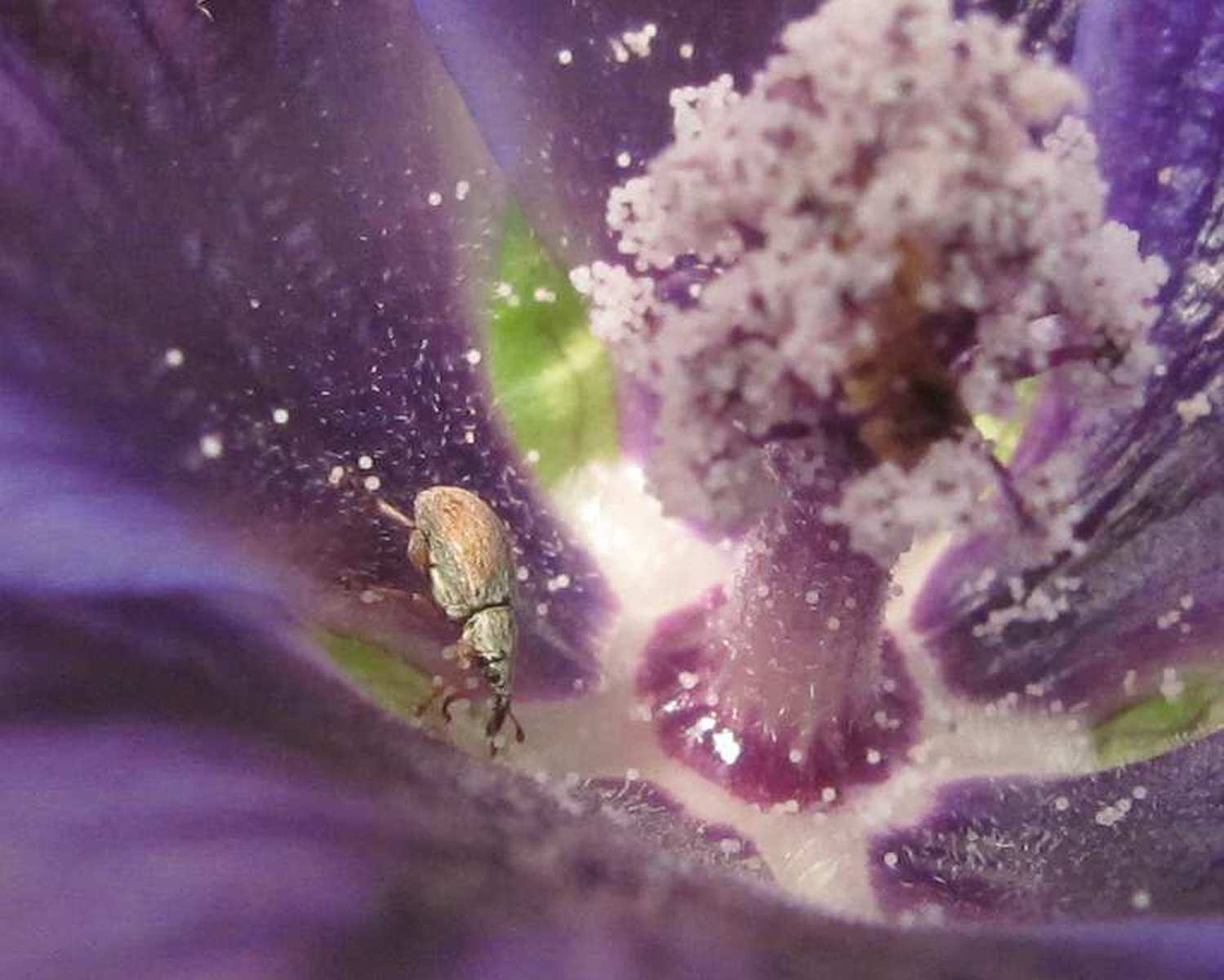
Malvapion malvae visitant une corolle
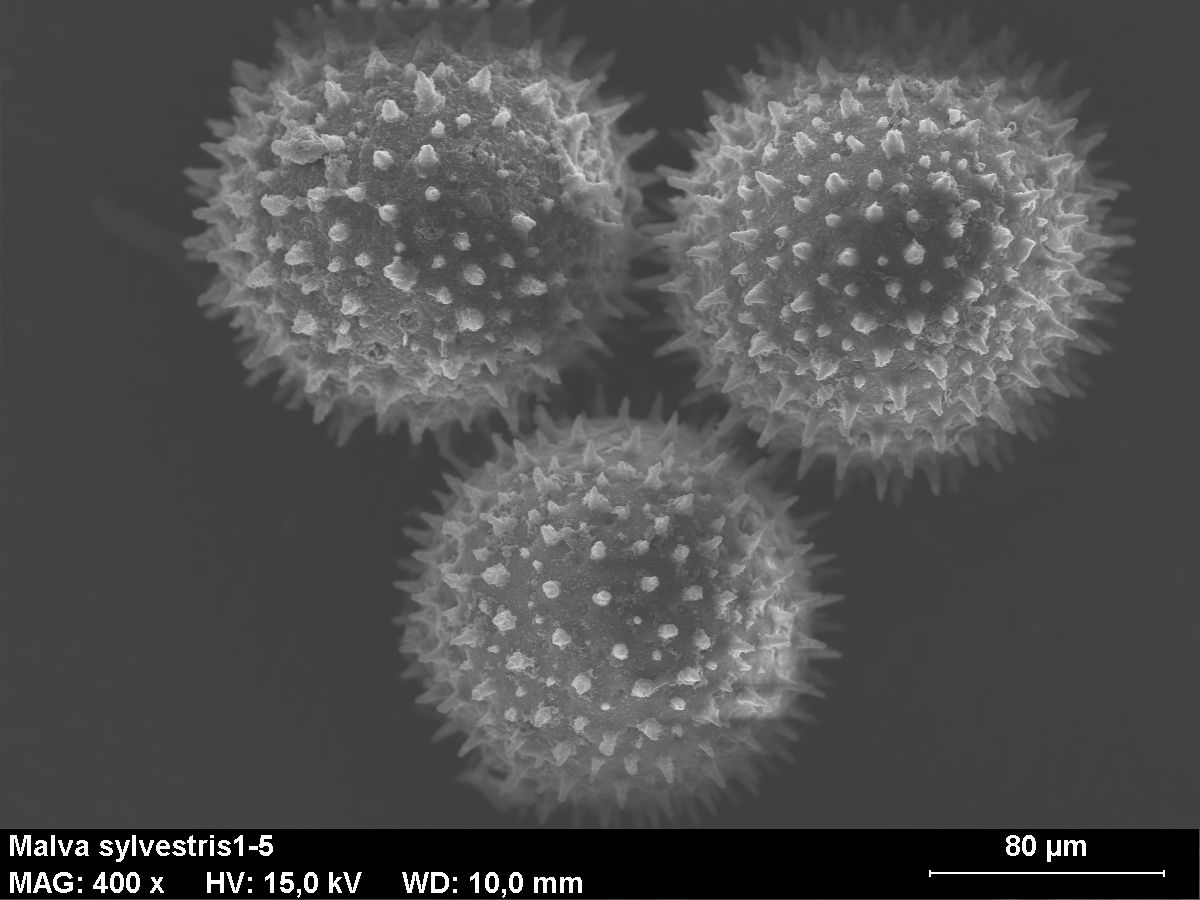
Pollen (grossisement x 400)
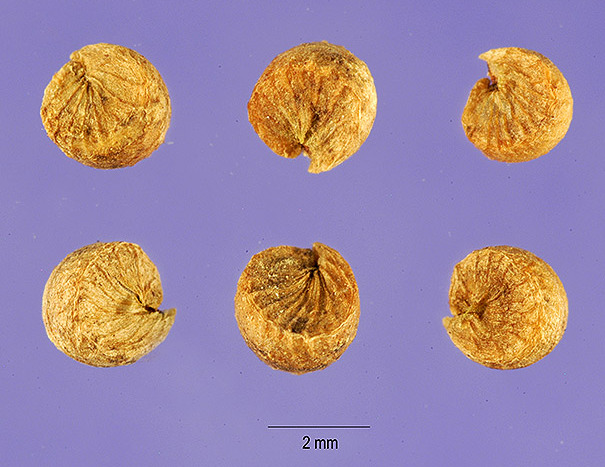
Méricarpes
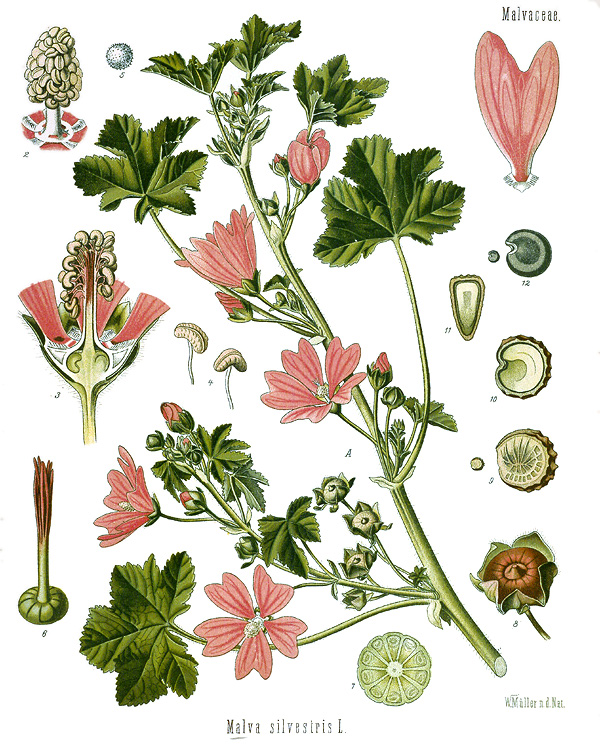
Illustration du XIXe siècle
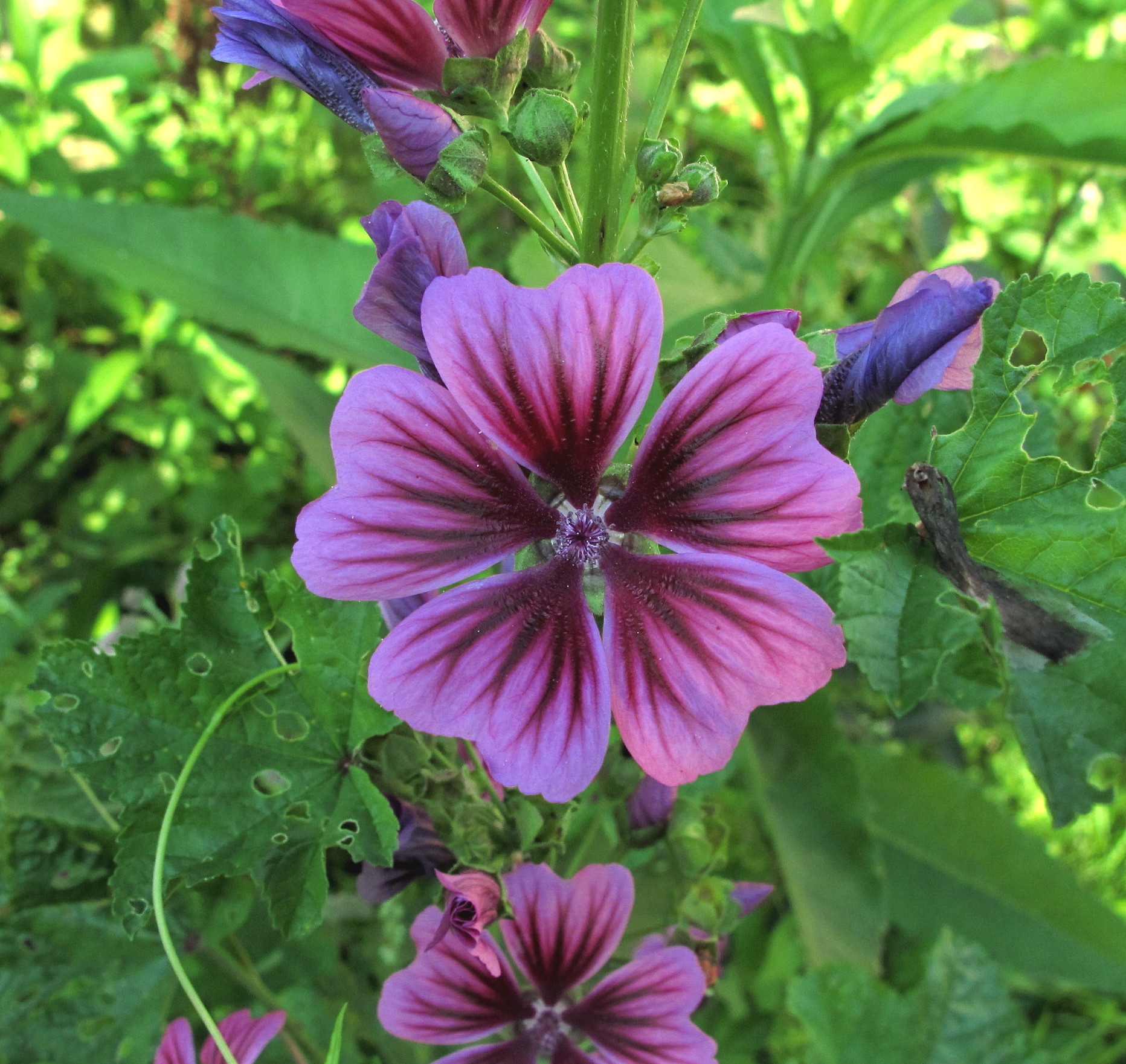
Malva sylvestris var. 'brave heart'
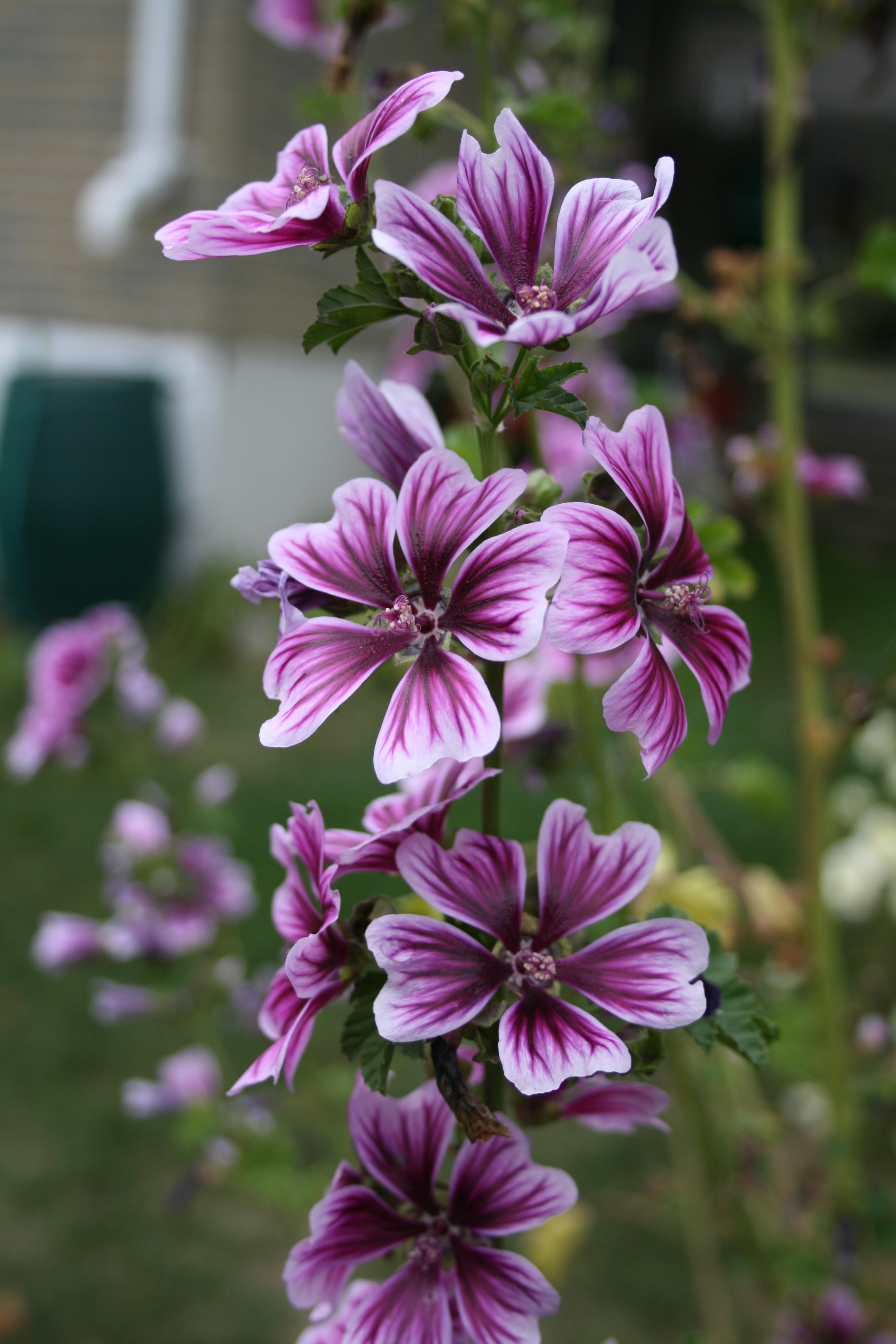
Variété cultivée
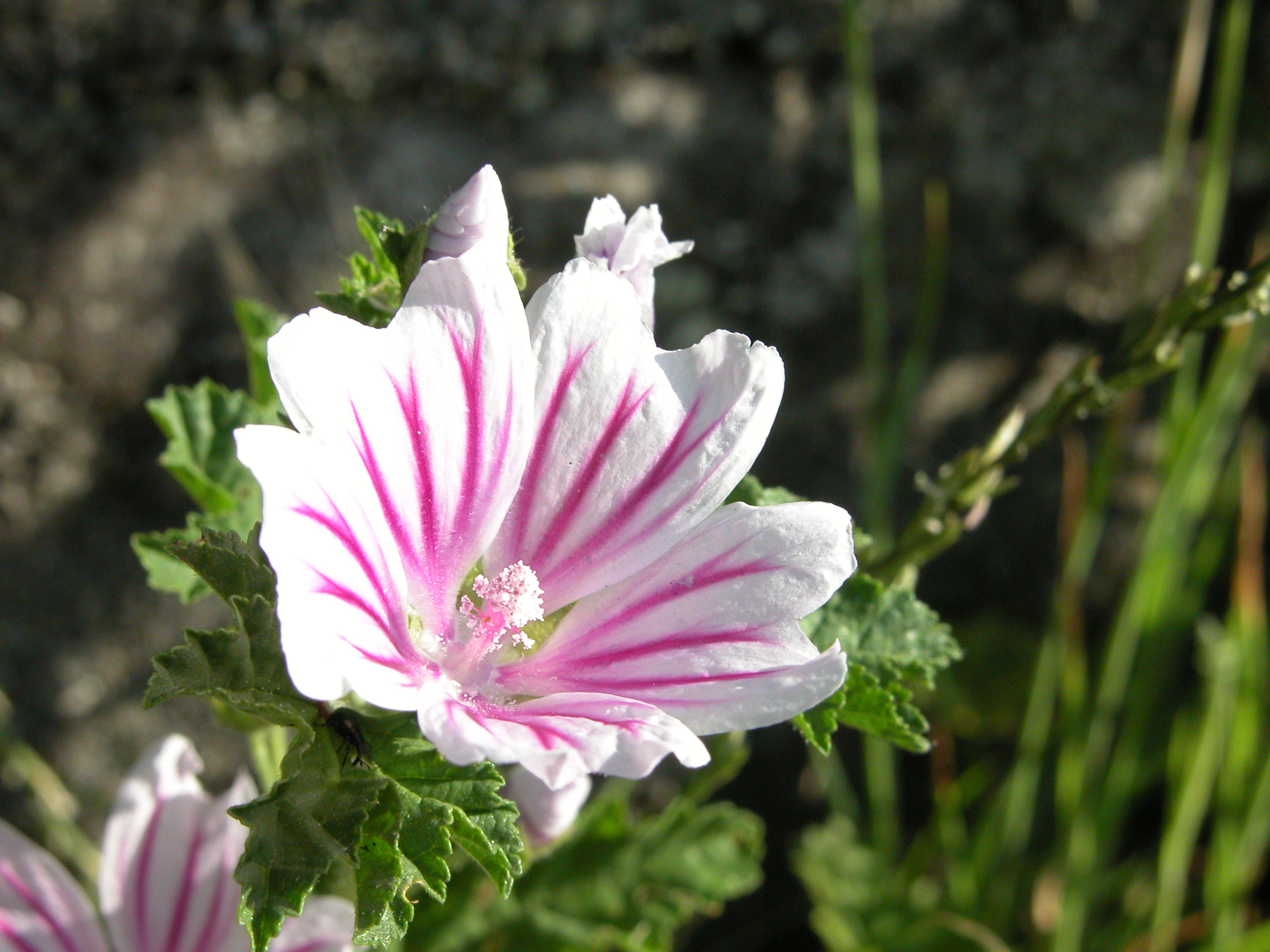